# پیشلسدورف ام انگلباخ
پیشلسدورف ام انگلباخ (به آلمانی: Pischelsdorf am Engelbach) یک منطقهٔ مسکونی در اتریش است که در برونو آم این واقع شده‌است. پیشلسدورف ام انگلباخ ۳۲٫۸۲ کیلومتر مربع مساحت دارد ۴۳۳ متر بالاتر از سطح دریا واقع شده‌است.